# Danny Rivera
Danny Rivera (* 27. Februar 1945 in San Juan) ist ein puerto-ricanischer Sänger.

## Leben und Wirken
Rivera sang als Kind im Chor der Parochialkirche von Santurce. Als professioneller Sänger debütierte er 1968 mit dem Orchester von César Concepción im Hotel San Juan. Im gleichen Jahr sang er beim Festival de Popularidad und nahm mit der Gruppe Clean Cuts sein erstes Album Amor Amor auf. In den folgenden Jahren wurde er populär mit Titeln wie Porque yo te amo und Fuiste mía un verano, Mi Viejo, Jesucristo, Tu pueblo es mi pueblo, Tantos deseos de ella, La Distancia, Para decir adiós und Ódiame.
Im Teatro Cinema 4 von Guaynabo entstand bei einem Konzert das Live-Doppelalbum Danny Rivera en directo. Der Musikrichtung der Nueva Trova mit politischen und sozialkritischen Texten waren die Alben Alborada und Serenata verpflichtet. In den 1980er Jahren gründete Rivera das eigene Plattenlabel D.N.A. Dort veröffentlichte er u. a. Así cantaba Cheíto González und Inolvidable Tito, eine Hommage an Tito Rodríguez. Drei wichtige Alben veröffentlichte er in den 1990er Jahren: Canto a la humanidad, Tiempo al tiempo und Daniel (letzteres Daniel Santos gewidmet).
Rivera trat im Verlauf seiner Karriere mit Musikern wie Julio Iglesias, Plácido Domingo und Whitney Houston auf und gab Konzerte im Madison Square Garden und der Carnegie Hall (dokumentiert im Album En vivo desde el Carnegie Hall). 2001 wurde er wegen seiner Proteste gegen Militärübungen der USA in Puerto Rico inhaftiert. 2002 veröffentlichte er das Buch Enamorado de la Paz, eine Sammlung von Gedichten und Tagebuchaufzeichnungen aus dieser Haftzeit.